# Julie Driscoll
Julie Driscoll (Londen, 8 juni 1947) is een Brits zangeres, die in de jaren 60 enige hits had.
Toen ze jong was, was Driscoll al een bekende in de Londense clubs. Ze regelde de fanclub van de Yardbirds en het was hun manager die Driscoll aanmoedigde zelf een muzikale carrière te beginnen.
Julie Driscoll maakte in 1965 en 1966 deel uit van de band Steampacket, samen met onder meer zanger Long John Baldry, toetsenist Brian Auger en Rod Stewart. In augustus 1966 nam die band deel aan het Jazzfestival in het Belgische Comblain-la-Tour. In 1968 scoorde zij als lid van Julie Driscoll, Brian Auger and The Trinity een hit met "This Wheel's on Fire". Later bracht zij enige solosingles uit, maar die hadden weinig succes.
Julie Driscoll is getrouwd met de jazzpianist Keith Tippett en noemt zich na haar huwelijk ook wel Julie Tippetts.

## NPO Radio 2 Top 2000
| Nummer met noteringen in de NPO Radio 2 Top 2000     | '99  | '00  | '01  |
| ---------------------------------------------------- | ---- | ---- | ---- |
| This Wheel's on Fire (met Brian Auger & The Trinity) | 1674 | 1697 | 1910 |

1. ↑  Een vetgedrukt getal geeft de hoogste notering aan.
2. ↑  Deze tabel is bijgewerkt tot en met de laatste editie (2024).

- Bibsys: 5069592
- Bibliothèque nationale de France: cb138934281 (data)
- Gemeinsame Normdatei: 134362330
- International Standard Name Identifier: 0000 0001 0784 9988
- Library of Congress Control Number: no98018604
- MusicBrainz: 76527f2f-a9ce-4145-8f0a-5c1e3aa7637f
- Nationale Bibliotheek van Tsjechië: xx0051768
- Nationale bibliotheek van Australië: 35376294
- Nederlandse Thesaurus van Auteursnamen: 096042060
- Système universitaire de documentation: 157035700
- Trove: 930926
- Virtual International Authority File: 85632489
- WorldCat: E39PBJjhx438pFgFFWjfKrw9jC